# James Beauclerk
Pour les articles homonymes, voir Beauclerk.
James Beauclerk (c. 1709 – 20 octobre 1787) est un ecclésiastique anglican qui est évêque de Hereford de 1746 à 1787.

## Biographie
James Beauclerk est le huitième fils de Charles Beauclerk et de Diana de Vere. Il fait ses études à Oxford, au Queen's College, où il obtient successivement ses diplômes de licence ès lettres (B.A.) en 1730, de maîtrise (M.A.) en 1733, de maîtrise de théologie (B.D.) et de doctorat de théologie (D.D.) le 2 juillet 1744.
James devient ensuite chanoine de la chapelle Saint-Georges à Windsor, puis est nommé évêque du diocèse de Hereford le 8 avril 1746. Sa consécration a lieu le 11 mai 1746.
Il meurt célibataire, le 20 octobre 1787, âgé d'environ 78 ans.